# سلطنت ورسنگلی

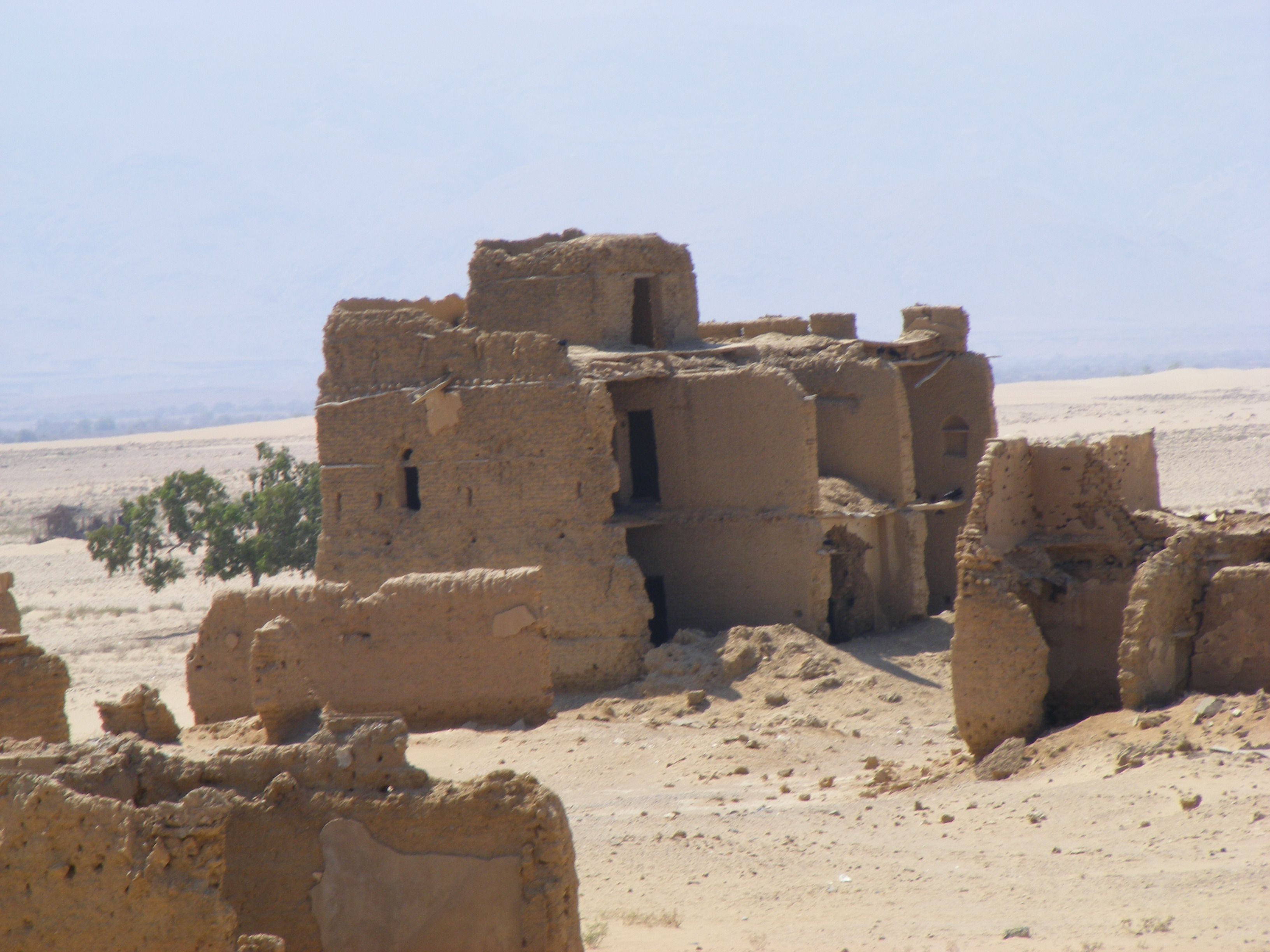
بقایای یک ساختمان قدیمی در سلطنت ورسنگلی، یک منطقه تاریخی در سومالی.

سلطنت ورسنگلی (سومالیایی: Saldanadda Warsangeli) (عربی: سلطنة الورسنجلی 
ورسنگلی‌ها بیست هزار نفر از کل جمعیت ۶۴۰ هزار نفری سومالی‌لند بریتانیا را تشکیل می‌دادند.